# Alisa Lepselter
Alisa Lepselter (née en 1963) est une monteuse américaine qui a monté les films du réalisateur Woody Allen depuis 1999. 

## Biographie
Alisa Lepselter obtient un baccalauréat en histoire de l'art de l'Université Duke en 1985. Lepselter commence sa carrière de monteuse en tant que stagiaire avec le monteur Craig McKay sur le film de Jonathan Demme Dangereuse sous tous rapports (1986). Elle est apprentie avec le monteur Barry Malkin sur le segment de New York Stories de Francis Ford Coppola (1989). Elle est monteuse adjointe de Thelma Schoonmaker sur l'adaptation de Martin Scorsese du Temps de l'innocence (1993), et assistante de Robert M. Reitano sur trois films associés à la scénariste Nora Ephron (Un pourri au paradis (1990), Ma vie est une comédie (1992) et Mixed Nuts (1994)).   
Le premier crédit de montage de Lepselter est pour Mariage ou Célibat (1996) de Nicole Holofcener, qui était également le premier film de Holofcener en tant que réalisatrice. Depuis Accords et Désaccords (1999), elle monte tous les films de Woody Allen, succédant à Susan E. Morse, qui a monté les films d'Allen au cours des vingt années précédentes. 
Lepselter est nommée pour un prix "Eddie" des éditeurs de cinéma américain pour Vicky Cristina Barcelona (2008) et de nouveau pour Minuit à Paris (2011).

## Filmographie en tant que monteuse
- Dangereuse sous tous rapports (1986) (apprenti monteur)
- Light of Day (1987) (apprenti monteur sonore)
- Colère en Louisiane (1987) (téléfilm) (apprenti monteur)
- New York Stories (1989) (apprenti monteur de film du segment "Life Without Zoë")
- Staying Together (1989) (assistant monteur)
- Délit d'innocence (1989) (apprenti monteur)
- Un pourri au paradis (1990) (assistant monteur)
- Ma vie est une comédie (1992) (premier assistant éditeur)
- Le Temps de l'innocence (1993) (premier assistant monteur de cinéma)
- Joyeux Noël (1994) (premier assistant monteur)
- Closer to Home (1995) (monteuse de la séquence de titre principal) (non créditée)
- Mariage ou Célibat (1996)
- Accords et Désaccords (1999)
- Escrocs mais pas trop (2000)
- Le Sortilège du scorpion de jade (2001)
- Hollywood Ending (2002)
- Anything Else (2003)
- Melinda et Melinda (2004)
- Match Point (2005)
- Scoop (2006)
- Le Rêve de Cassandre (2007)
- Vicky Cristina Barcelona (2008)
- Whatever Works (2009)
- Vous allez rencontrer un bel et sombre inconnu (2010)
- Minuit à Paris (2011)
- To Rome with Love (2012)
- Blue Jasmine (2013)
- Magic in the Moonlight (2014)
- L'Homme irrationnel (2015)
- Café Society (2016)
- Crisis in Six Scenes (2016)
- Wonder Wheel (2017)
- Un jour de pluie à New York (2019)
- Rifkin's Festival de Woody Allen (2020)
- Coup de chance de Woody Allen (2023)

## Voir également
- Liste de collaborations entre réalisateurs et monteurs